# Леошть (Педурень, Васлуй)
Леошть, Леошті (рум. Leoști) — село у повіті Васлуй в Румунії. Входить до складу комуни Педурень.
Село розташоване на відстані 286 км на північний схід від Бухареста, 26 км на схід від Васлуя, 70 км на південний схід від Ясс, 132 км на північ від Галаца.

## Населення
За даними перепису населення 2002 року у селі проживали 207 осіб, усі — румуни. Усі жителі села рідною мовою назвали румунську.